# Gare de Wervik
Ne doit pas être confondue avec la gare de Wervicq-Sud de la ligne de tramway Armentières - Halluin.
La gare de Wervicq (en néerlandais : station Wervik) est une gare ferroviaire belge de la ligne 69 de Courtrai à Poperinge située à proximité du centre-ville de Wervicq, en Région flamande dans la province de Flandre-Occidentale. Elle est également proche de Wervicq-Sud située en France.
Elle est mise en service en 1853 par la Société des chemins de fer de la Flandre-Occidentale (FO). 
C'est une gare de la Société nationale des chemins de fer belges (SNCB) desservie par des trains InterCity (IC) et Heure de pointe (P).

## Situation ferroviaire
Établie à 15 mètres d'altitude, la gare de Wervicq est située au point kilométrique (PK) 15,700 de la ligne 69 de Courtrai à Poperinge, entre les gares ouvertes de Menin et de Comines.

## Histoire

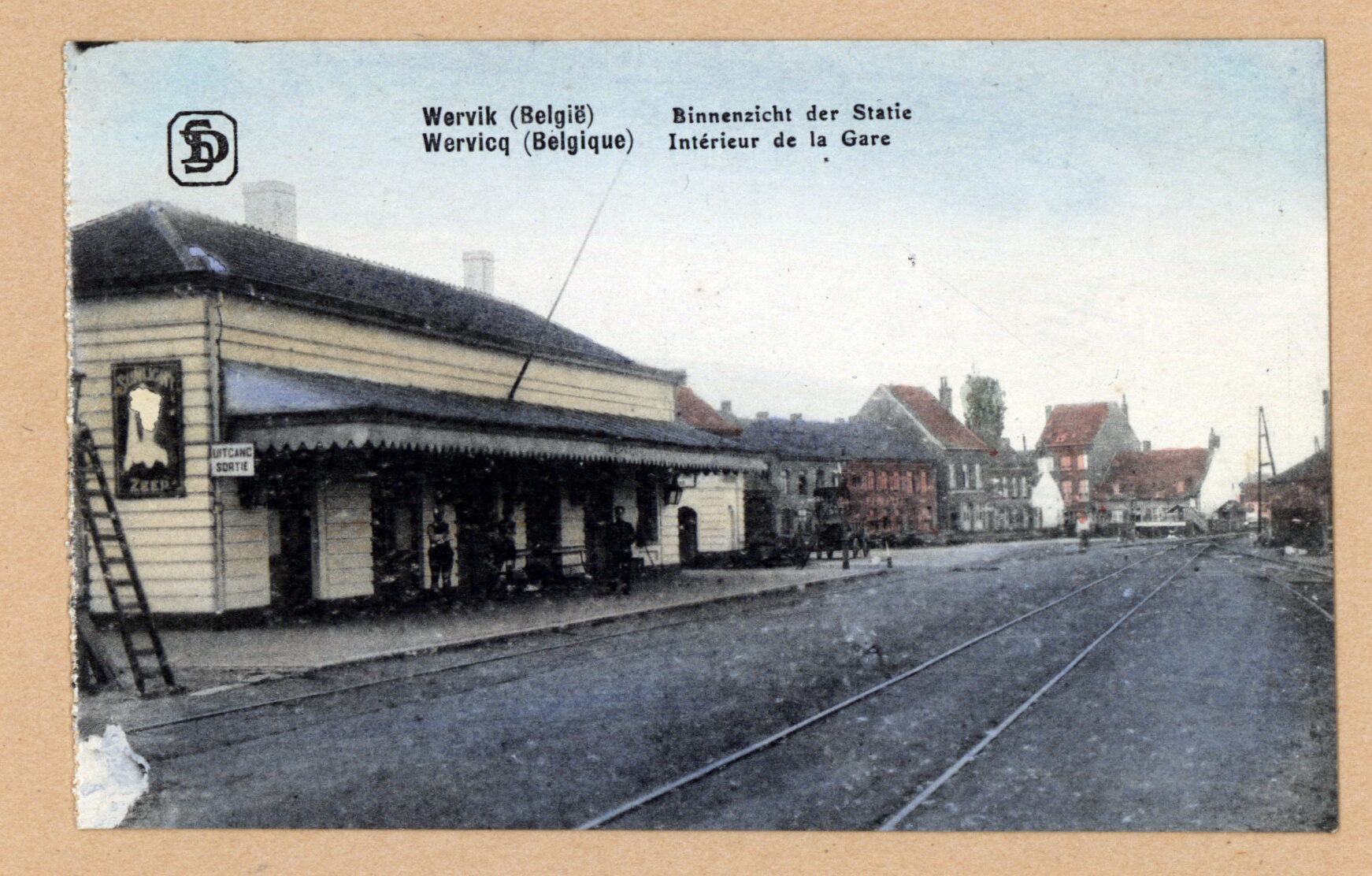
Carte postale colorisée du bâtiment de 1853.

La gare de Wervicq est mise en service le 15 janvier 1853, par la Société des chemins de fer de la Flandre-Occidentale (FO), lorsqu'elle ouvre à l'exploitation la section de Courtrai à Wervicq de la ligne de Courtrai à Poperinge. La section suivante de Wervik à Comines est ouverte le 20 juin 1853 et l'intégralité de la ligne le 20 mars 1854.
Le bâtiment de la gare, un pavillon de six travées côté rue est détruit au cours de la Première Guerre mondiale et remplacé par un bâtiment de gare type "Reconstruction" daté de 1924. Après la fermeture du guichet[Quand ?] il est mis en vente. Le repreneur y aménage une salle des fêtes en maintenant le caractère historique du bâtiment ; ce dernier est en effet un monument protégé depuis 2001.

## Service des voyageurs

### Accueil
Gare SNCB, elle dispose d'un bâtiment voyageurs, avec guichet, ouvert tous les jours. Elle propose des aménagements pour les personnes à la mobilité réduite (parking, quais bas et boucle d'induction).
Un souterrain permet la traversée des voies et le passage d'un quai à l'autre.

### Desserte
Wervik est desservie par des trains InterCity (IC) et Heure de pointe (P) de la SNCB, qui effectuent des missions sur la ligne commerciale 69 (Courtrai - Poperinge).
En semaine, comme les week-ends, Wervik possède une desserte régulière cadencée à l’heure : des trains IC-04 effectuant le trajet Poperinge - Courtrai - Gand - Saint-Nicolas - Anvers-Central. Quelques trains supplémentaires d'heure de pointe se rajoutent en semaine : deux trains P de Poperinge à Schaerbeek (le matin), un train P dans chaque sens entre Poperinge et Courtrai (le matin), un train P dans chaque sens entre Poperinge et Courtrai (l’après-midi) et deux trains P de Schaerbeek à Poperinge (l’après-midi). Le dimanche soir, en période scolaire, un unique train P relie Poperinge à Sint-Joris-Weert (près de Louvain).

### Intermodalité
Un parking gratuit pour les vélos y est aménagé. Un arrêt de bus est situé à proximité.

## Comptage voyageurs
Ce graphique et tableau montre le nombre de voyageurs embarquant en moyenne durant la semaine, le samedi et le dimanche.
| Nombre de passagers qui embarquent à la gare de Wervik | Nombre de passagers qui embarquent à la gare de Wervik | Nombre de passagers qui embarquent à la gare de Wervik | Nombre de passagers qui embarquent à la gare de Wervik |
|                                                        | Semaine                                                | Samedi                                                 | Dimanche                                               |
| ------------------------------------------------------ | ------------------------------------------------------ | ------------------------------------------------------ | ------------------------------------------------------ |
| 1977                                                   | 714                                                    | 280                                                    | 240                                                    |
| 1978                                                   | 748                                                    | 257                                                    | 298                                                    |
| 1979                                                   | 794                                                    | 240                                                    | 293                                                    |
| 1980                                                   | 794                                                    | 292                                                    | 251                                                    |
| 1981                                                   | 837                                                    | 314                                                    | 226                                                    |
| 1982                                                   | 797                                                    | 238                                                    | 227                                                    |
| 1983                                                   | 915                                                    | 221                                                    | 160                                                    |
| 1984                                                   | 811                                                    | 217                                                    | 186                                                    |
| 1985                                                   | 868                                                    | 235                                                    | 249                                                    |
| 1986                                                   | 725                                                    | 211                                                    | 184                                                    |
| 1987                                                   | 787                                                    | 229                                                    | 263                                                    |
| 1988                                                   | 746                                                    | 290                                                    | 279                                                    |
| 1989                                                   | 758                                                    | 225                                                    | 312                                                    |
| 1990                                                   | 823                                                    | 226                                                    | 266                                                    |
| 1991                                                   | 687                                                    | 246                                                    | 292                                                    |
| 1992                                                   | 709                                                    | 274                                                    | 277                                                    |
| 1993                                                   | 747                                                    | 307                                                    | 326                                                    |
| 1994                                                   | 789                                                    | 258                                                    | 286                                                    |
| 1995                                                   | 688                                                    | 234                                                    | 263                                                    |
| 1996                                                   | 816                                                    | 262                                                    | 292                                                    |
| 1997                                                   | 702                                                    | 239                                                    | 283                                                    |
| 1998                                                   | 646                                                    | 211                                                    | 320                                                    |
| 1999                                                   | 622                                                    | 228                                                    | 278                                                    |
| 2000                                                   | 684                                                    | 208                                                    | 293                                                    |
| 2001                                                   | 614                                                    | 212                                                    | 274                                                    |
| 2002                                                   | 622                                                    | 173                                                    | 258                                                    |
| 2003                                                   | 621                                                    | 251                                                    | 260                                                    |
| 2004                                                   | 569                                                    | 232                                                    | 223                                                    |
| 2005                                                   | 648                                                    | 248                                                    | 276                                                    |
| 2006                                                   | 615                                                    | 242                                                    | 214                                                    |
| 2007                                                   | 652                                                    | 239                                                    | 244                                                    |
| 2008                                                   | -                                                      | -                                                      | -                                                      |
| 2009                                                   | 586                                                    | 232                                                    | 288                                                    |
| 2010                                                   | -                                                      | -                                                      | -                                                      |
| 2011                                                   | -                                                      | -                                                      | -                                                      |
| 2012                                                   | 594                                                    | 274                                                    | 239                                                    |
| 2013                                                   | 641                                                    | 231                                                    | 248                                                    |
| 2014                                                   | 546                                                    | 227                                                    | 226                                                    |
| 2015                                                   | 638                                                    | 205                                                    | 244                                                    |
| 2016                                                   | 608                                                    | 268                                                    | 365                                                    |
| 2017                                                   | 716                                                    | 225                                                    | 315                                                    |
| 2018                                                   | 599                                                    | 284                                                    | 285                                                    |
| 2019                                                   | 719                                                    | 304                                                    | 280                                                    |
| 2020                                                   | 581                                                    | 185                                                    | 177                                                    |
| 2021                                                   | -                                                      | -                                                      | -                                                      |
| 2022                                                   | 658                                                    | 345                                                    | 410                                                    |
| 2023                                                   | 760                                                    | 350                                                    | 420                                                    |
| 2024                                                   | 790                                                    | 317                                                    | 242                                                    |

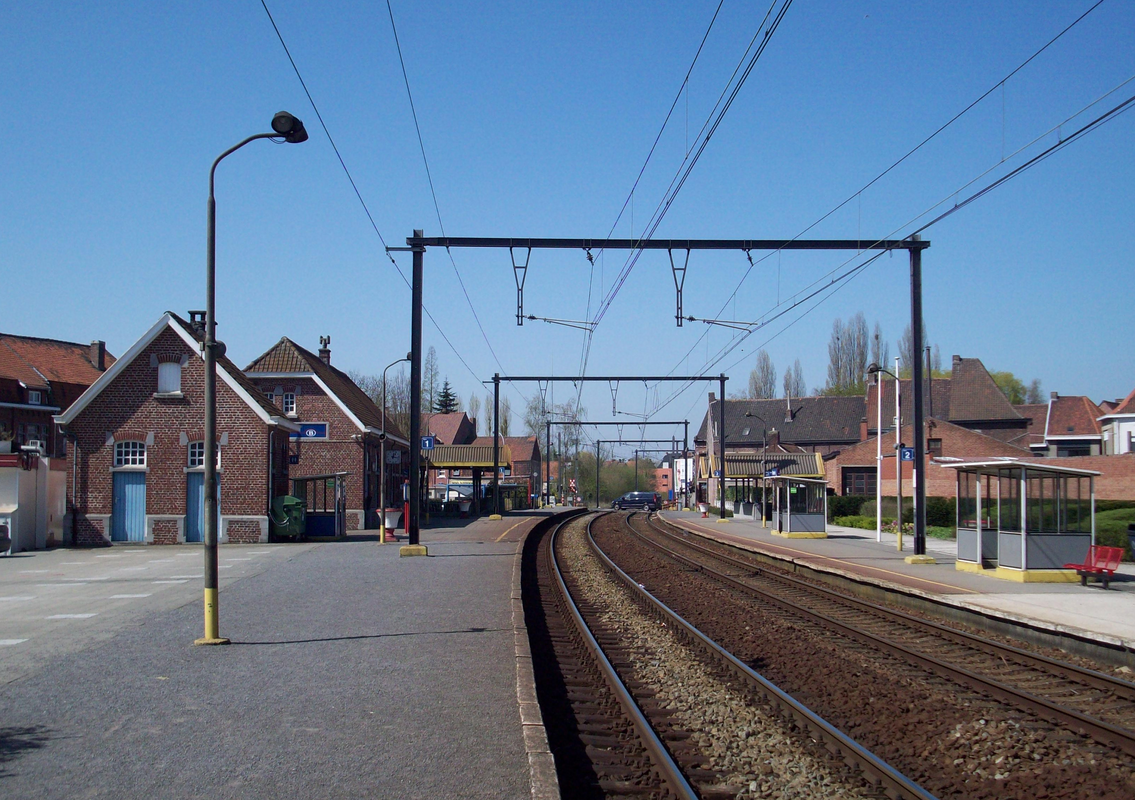
Intérieur de la gare.
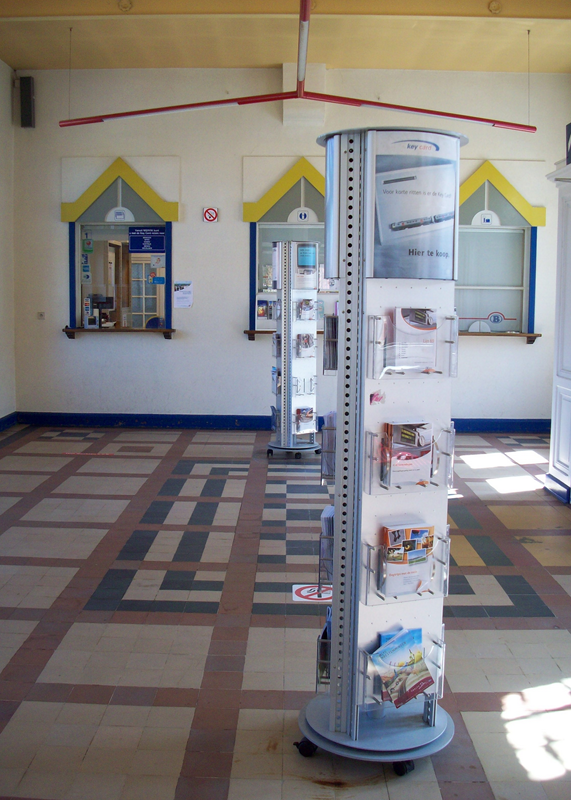
Ancien guichet.
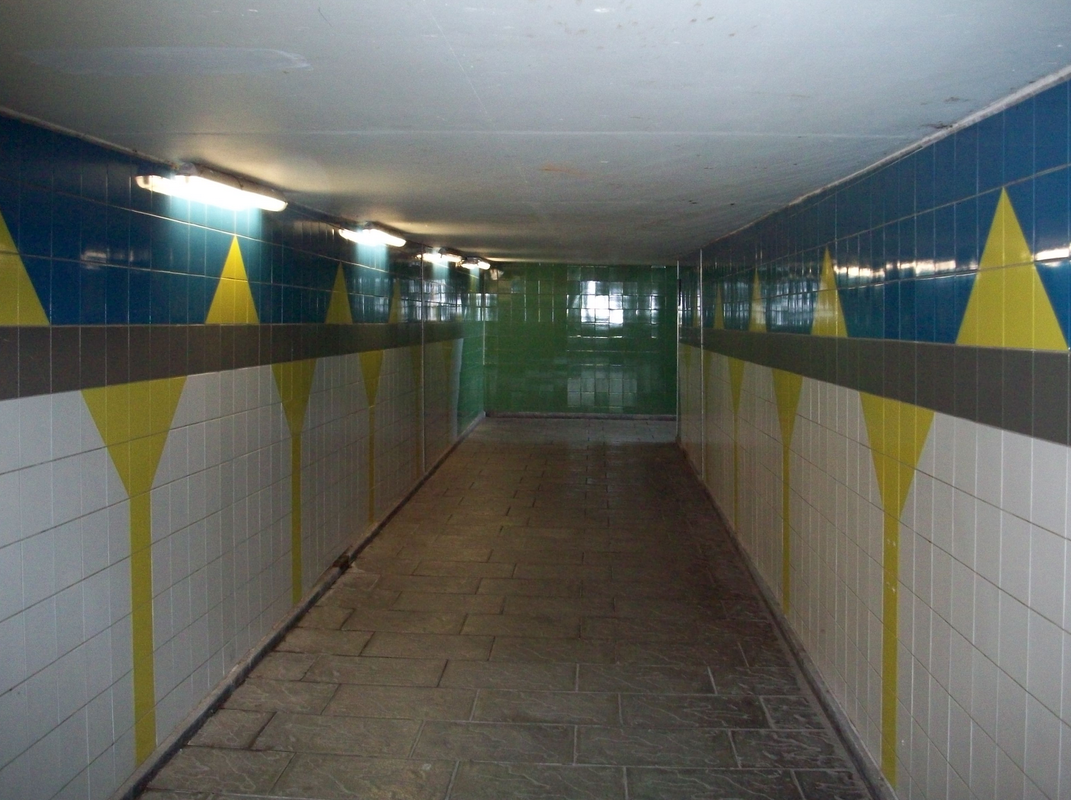
Souterrain.
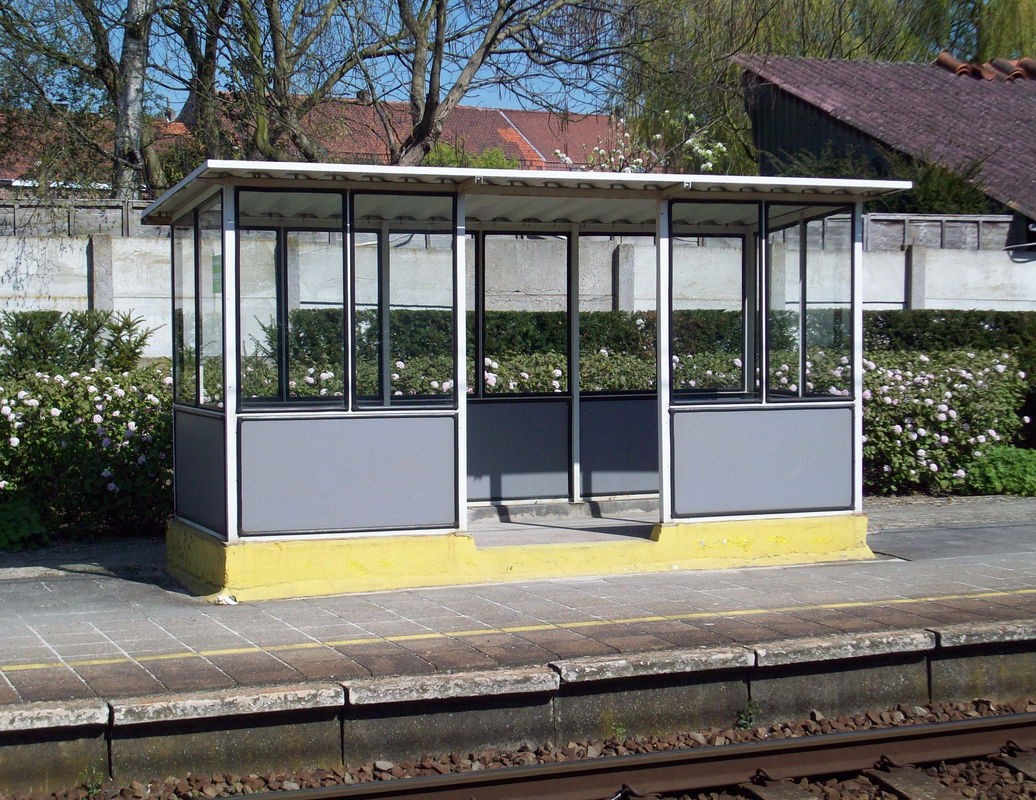
Abri de quai.
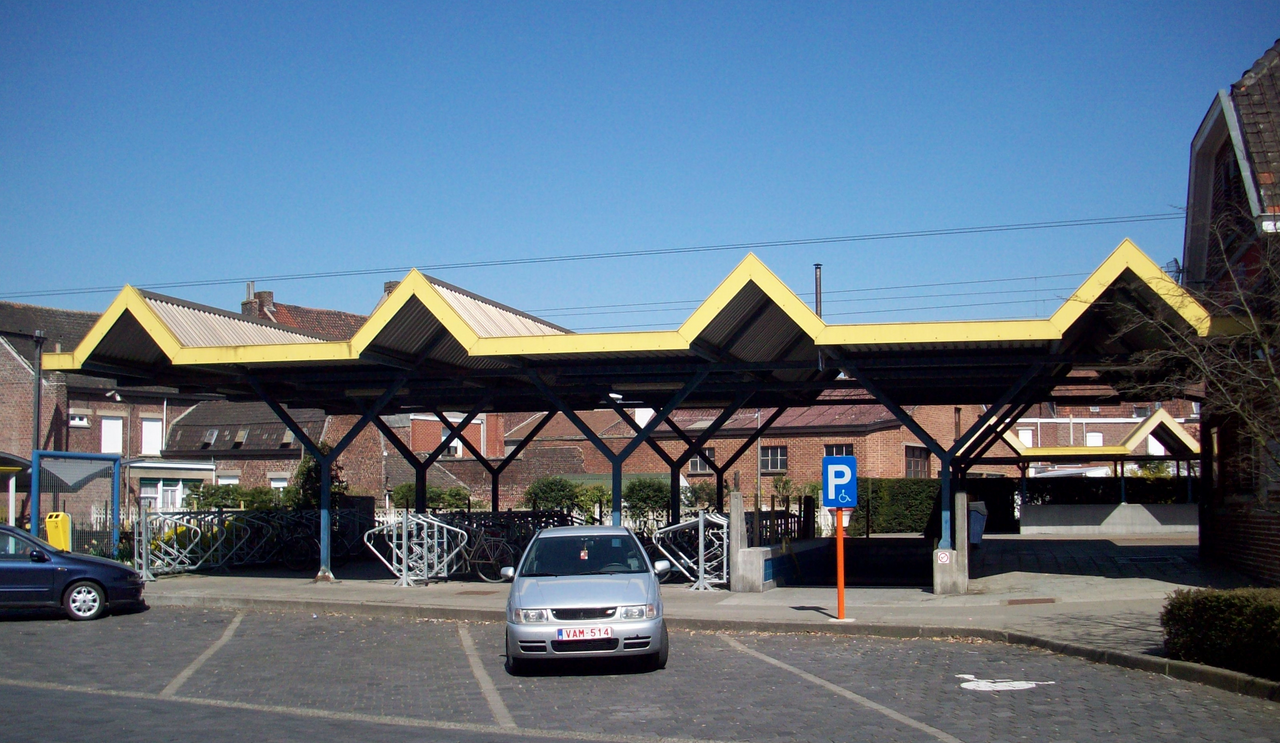
Parkings.